# Ichimura Sanjirō

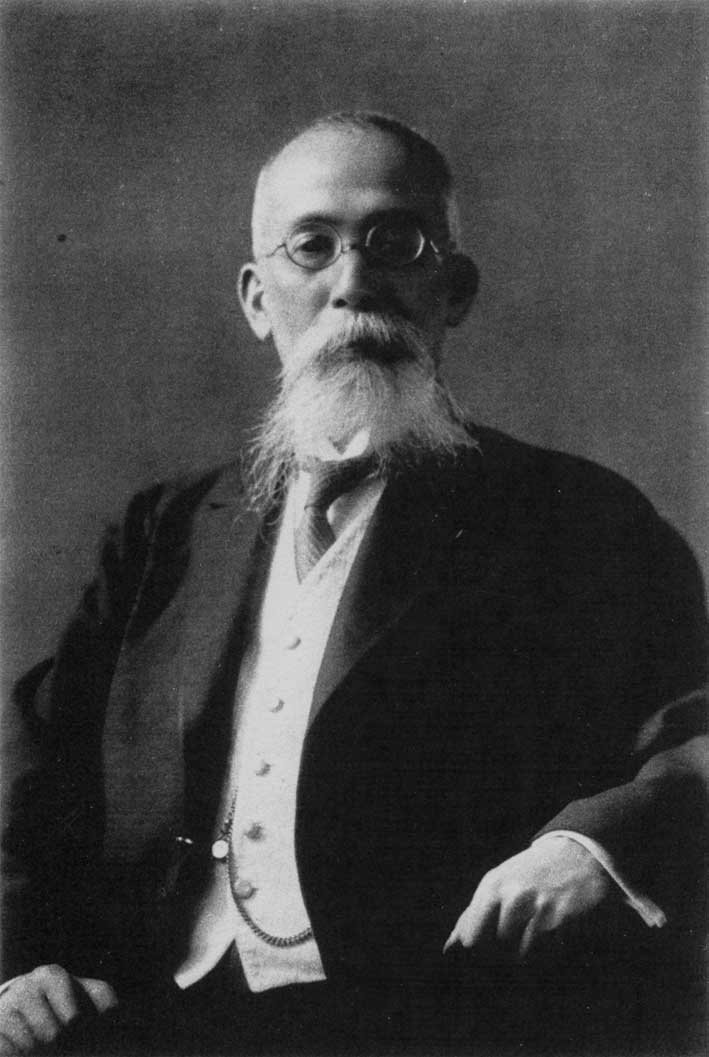
Ichimura Sanjirō

Ichimura Sanjirō (japanisch 市村 瓚次郎,  Go: Tsukuba Sanjin (筑波山人); geboren 9. September 1864 in Hōjō (Provinz Hitachi); gestorben 23. Februar 1947) war ein japanischer Gelehrter auf dem Gebiet der Asienwissenschaft.

## Leben und Wirken
Ichimura Sanjirō machte 1887 seinen Studienabschluss an der Universität Tokio und wurde Lehrer am Gakushuin (学習院) und dann Professor an seiner Alma Mater. Nachdem er 1925 als „Meiyo Kyōju“ in den Ruhestand gegangen war, hat er über weitere Jahre  Geschichte Ostasiens an der Kokugakuin-Universität und der Waseda-Universität unterrichtet.
Zusammen mit Shiratori Kurakichi (1865–1942) leistete er Pionierarbeit in der Geschichte Ostasiens. Aber während Shiratori moderne Geschichte, geprägt durch Ludwig Riess im „deutschen Stil“ unterrichtete, war Ichimura, der von der klassischen Sinologie her kam, in chinesischer Politik, Gedankenwelt besser bewandert und konnte das besser darstellen.
Zu Ichimuras Schriften gehören
- „Tōyō-shi kaname“ (東洋史要) – „Geschichte Ostasiens, die wichtigsten Punkte“ 1895,
- „Shina ronshū“ (支那論集) – „Zu China, eine Sammlung“ 1916,
- „Bunkyō ronshū“ (文教論集) – „Bildungswesen, eine Sammlung“ 1917,
- „Mōshi no kōwa“ (孟子講話) – „Mengzi Vorlesung“ 1936,
- „Tōyō-shi osamu“ (東洋史統) – „Geschichte Ostasiens, eine Zusammenfassung“ 1929 bis 1950,
- „Shina-shi kenkyū“ (支那史研究) – „Forschungen zur Geschichte Chinas“, vier Bände 1943.